# ナルゲン

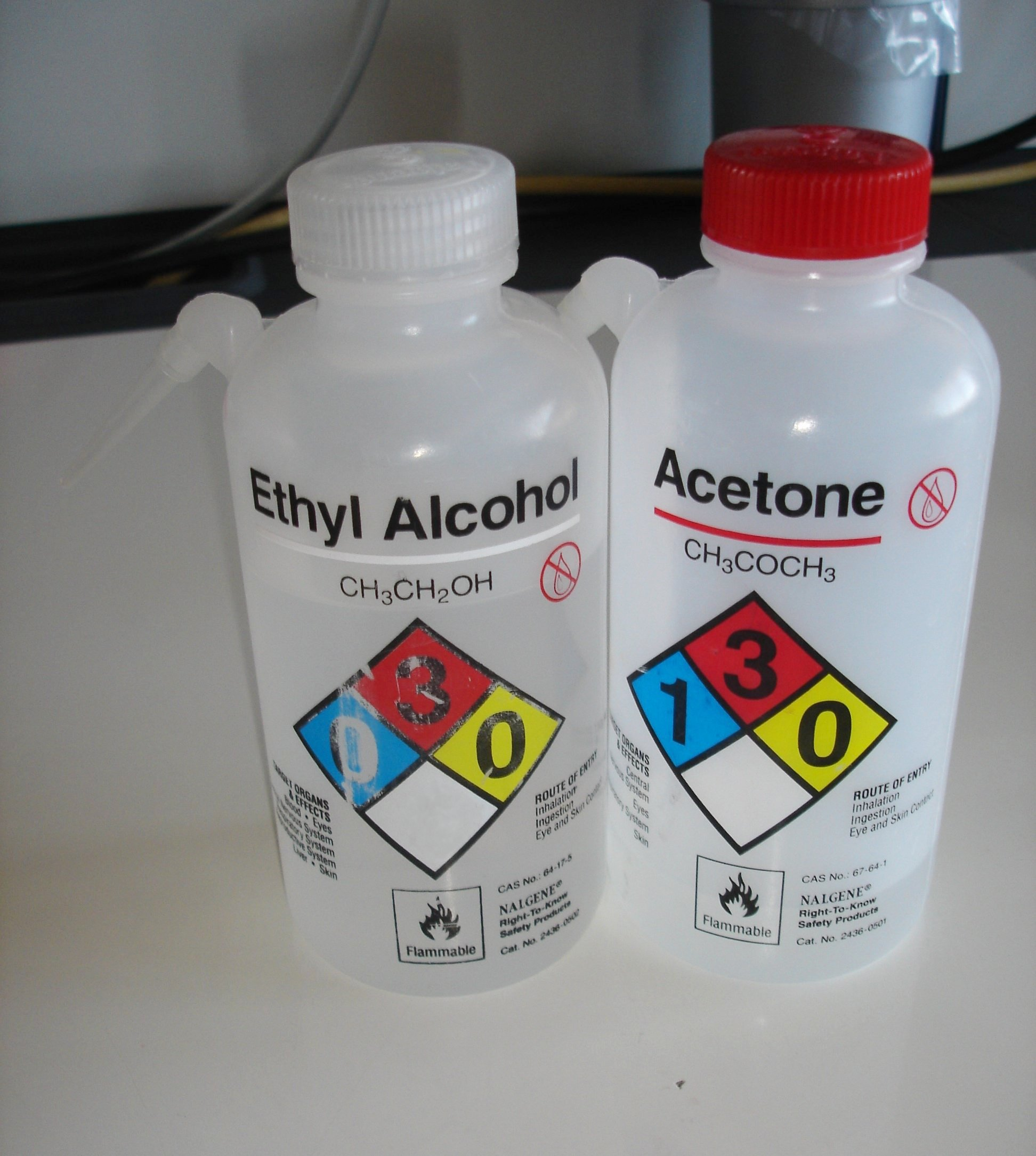
米国の危険有害性物質識別のNFPA 704コードを備えた2つのナルゲンボトル（研究室などで使用される有機溶剤の洗瓶）

ナルゲン（Nalgene）はもともと研究室用に開発されたプラスチック製品のブランドであり、広口瓶、ボトル、試験管、メスシリンダー、ペトリ皿のような研究用品に使用されている、ガラスより割れたときに飛散しにくく軽量である。プラスチック製品の特性により、さまざまな温度範囲で多くの物質を扱う作業に適している。 
ナルゲン製品はNalge Nunc International社が製造している、その会社は2004年にフィッシャー・サイエンティフィック社（現在はサーモフィッシャーサイエンティフィック社）の子会社となっている。ナルゲンという名称は登録商標である。 

## アウトドア用品
1970年代、自然やレクリエーション地域で、焼却や埋め立てによる缶やガラスびんの廃棄をやめよう（"Leave No Trace"）という自然保護活動が始まった、そして一部の地域では、規制により、缶やガラスびんが禁止となった。このような中、バックパッカーの間で、ナルゲン製品は、食品を保管するための詰め替え容器として人気のある品となった。軽量で広口の高密度ポリエチレン（HDPE）とポリカーボネートのボトルはプラスチック袋より安全で、液体と固体の両方の食品に使用できた。 
もともと、自然を愛好する旅行者が研究用品の業者からナルゲン製品を購入していたか、あるいは、職場でそれらを入手していたのだろう。Nalge社のマーシュ・ハイマン社長が、彼の息子が加入しているボーイスカウトで、キャンプのときにナルゲン製の研究用容器を使用していることを知ったというのが、会社の逸話として残っている。それ以来、同社は「Nalgene Outdoor Products」として製品化、一般消費者向けに商品を再パッケージ化して販売してきた。1990年代後半までに、「ナルゲン」の商標は多くのハイカーに認知され、半透明のポリカーボネート製の1リットル広口ボトル（元は灰色が多かったが、現在は鮮やかな色の容器が販売されている）の売上が増加し始めた、そのボトルには開けたときに外れ落ちないようなねじ込み式のプラスチック製のフタがついていることが多い。今日では、多くのハイカーやそれ以外の人にも、ナルゲンブランドのボトルの特徴的な外観はよく知られている。もともと研究用の製品であったことが、容量を示す100ミリリットルごとの目盛りによって思い起こされる。その材質は汚れや臭いがつきにくく、沸騰した水にも耐える。氷を入れやすいので、冷やしたい場合には、広口ボトルは細口ボトルより広く使用・販売されている。現在、ナルゲンは、初期の広口や細口タイプを含め、10種類以上のボトルを販売している。 

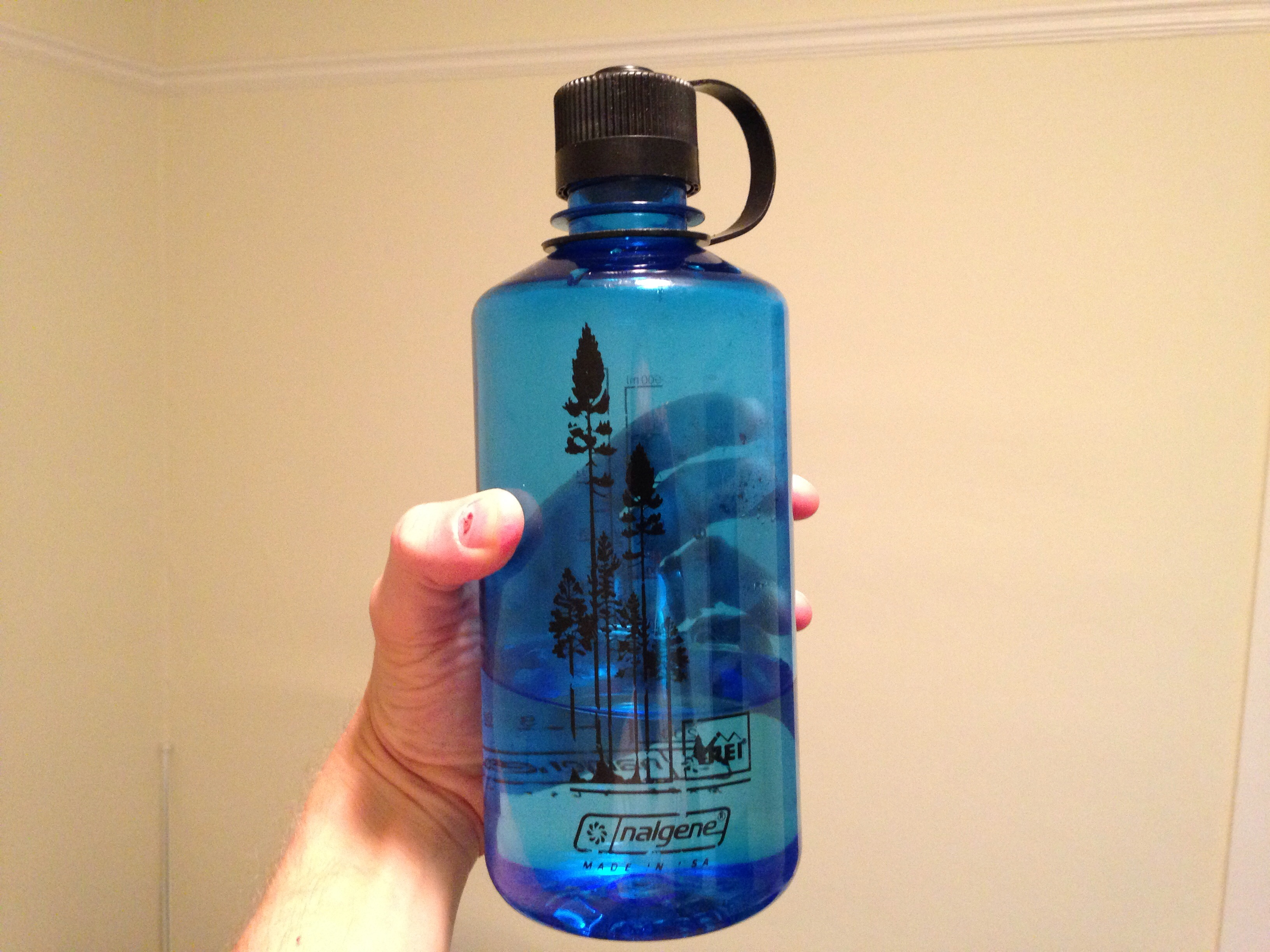
ナルゲン細口ボトル
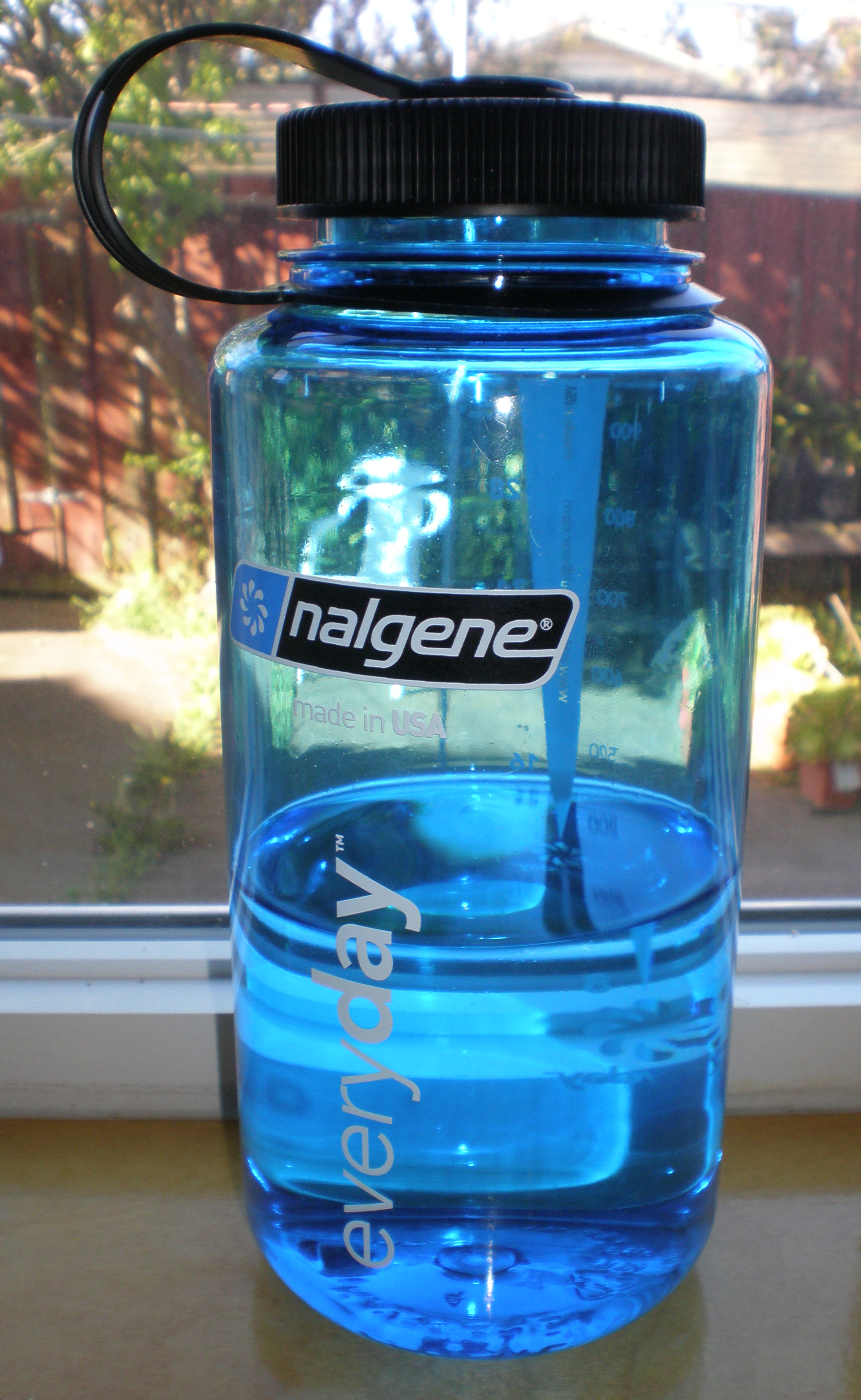
ナルゲン広口ボトル

他のメーカーからは、2.5インチタイプなどすべてのタイプのナルゲンボトルに対し、互換性のあるさまざまな製品が提供されている。以下に例を挙げる： 
- ねじ込み式の浄水フィルター。
- ステンレス製の折りたたみ式持ち手のついたカップ。飲み物やポータブルストーブのクッキング用。ナルゲンボトルの中にコンパクトに収納できる。
- 1リットルのボトル用の断熱ナイロンケース。しっかりと取り付けられるポイントがあり、ほとんどの場合、入れ子式のカップがついている。
- 運動中に飲んでもこぼれることがないよう、広口ボトルの飲み口を狭めるはめ込み式のプラスチック製の「スプラッシュガード」。
- 粉コーヒーやお茶を淹れるためのねじ込み式フィルター、お湯を注ぎ、ふたを閉めると、飲み物ができあがる。
- ねじ込み式LEDライト、低消費電力で使用できるランタンになる。

もう一つの広く入手可能なナルゲンのアウトドア製品は650ml（22液量オンス）の全地形（All-Terrain）または 自転車用ボトルである。そのボトルは、低密度ポリエチレン（LDPE）製で、ねじ込み式のトップ部には2つの可動部分がある - 最初密閉されている飲み口ノズルは引っ張ることによってパチンと固定され吸引可能となる、ヒンジ付きのポリカーボネート製のドーム状のフタは、閉じると飲み口ノズルを押し込んで密閉するとともにノズルを汚れから保護する。もともとのナルゲンの容器とは異なり、このLDPEタイプの製品は熱湯によって損傷する可能性がある。 
最近、ナルゲンはサイクリングとアウトドア製品のラインアップにハイドレーションシステムを追加した。この製品は、小型のバックパック（16 L（1000立方インチ）以下の追加収納スペースがある）にホースとバイトバルブ（噛むことで吸引可能となるバルブ）がついた1〜3リットルの袋を備えている。ナルゲンはその袋の材質に2つのオプションを提供している、すなわち、耐久性を向上させつつ、味移りしにくい材質とバクテリアに耐性がある材質を選択できる。さらに、これらの袋は、袋自身がシール性のあるコネクタを備えているので、ホースとバックパックから素早く取り外すことができるようになっている。これらの機能は、既存のハイドレーションシステムの問題を改善することを目的としていた、つまり、袋に水を充填するときの煩わしさと一緒に持つ装備に対する水漏れの両方の問題の解決を狙ったものであった。 
運動中の水分補給の重要性に対する意識の高まりにより、ジム、オフィス、キャンパスなどの都市や郊外でナルゲン製の容器が使われるようになってきた。多くの大学がナルゲンのウォーターボトルを学生に与えたり、販売したりしている。ナルゲンのボトルは、販売促進用としてカスタマイズされたりもしている。 
2017年10月、ナルゲンは新色のウォータボトルの販売を開始した。 

## 動物実験による製品ボイコット
1997年、ナルゲンは、 動物実験で使用する製品を販売しているため、大学キャンパスを拠点とする動物の権利活動家による全国的なボイコットの標的とされた。その批判の大半は、医薬品の発熱物質（パイロジェン）試験中に、うさぎが自分の背中を折って死亡してしまうことを防ぐナルゲン製の個別ケージに向けられていた。ナルゲンは「連邦動物福祉法の指針の範囲内で、なおかつ必要な場合にのみ動物実験が行われる」研究を支持しているという公式声明を出している。 

## ビスフェノールAに関する懸念
近年、ビスフェノールＡ（BPA）とホスゲン （ COCl2 ）から製造されるポリカーボネート（ナルゲンで使用している材質）が、BPAを含む内分泌攪乱物質を溶出する可能性があるという研究結果が報告されている。ナルゲンは、自社製品からの溶出量は健康に重大な脅威を与えるほどではないと述べている。溶出する化学物質の中で、BPAはエストロゲン受容体に結合し、遺伝子発現を変化させる懸念がある  。他の研究では、ポリカーボネートプラスチック中の染色剤が異数性と呼ばれる細胞分裂における染色体異常を引き起こし得ることを見出した。ナルゲンでは、これらの化学物質は設計範囲外の温度で使用された場合にのみ製品から溶出する可能性があると主張している。 
2007年11月、カナダの全国協同組合小売業者のマウンテン・イクイップメント・コープは、商品棚から硬くて透明なポリカーボネートのペットボトル入り飲料水（ナルゲンブランドの製品を含む）をすべて撤去し、BPAを含まないナルゲンボトルと交換した。2007年12月、ルルレモンも同様の対応をした。さらに、2008年5月、レクリエーショナル・イクイップメントもナルゲンブランドのポリカーボネート製ウォーターボトルをBPAフリーのナルゲンボトルと置き換えた。 
2008年4月18日、カナダ保健省はビスフェノールAが「人の健康に有害である」と発表した。 同日、ナルゲンは、ビスフェノールA（BPA）を含むアウトドア用のポリカーボネート容器の生産を段階的に廃止すると発表した。 その後、イーストマン・ケミカル社製のBPAフリーの共重合ポリエステルの「トライタン（Tritan）」を代替品として採用した。 
オレゴン州立大学の学生による2008年と2009年の未発表の研究は、BPAはポリカーボネートプラスチックから極端な条件下でも溶出しないことを示唆している、しかし、BPAだけがエストロゲン様の内分泌攪乱物質として作用するプラスチックの成分ではない。 残念ながら、BPAを含まないトライタン製のプラスチックは、細胞アッセイにおいて他のエストロゲン様化学物質を溶出することが後に判明した。トライタンの製造元であるイーストマン・ケミカル社は、この製品またはその組成に関するいかなる情報も開示していない。
なお、イーストマン・ケミカル社によれば、トライタンはアメリカ食品医薬品局、カナダ保健省などで、食品に接触する用途での使用を許可されており、エストロゲン様の内分泌攪乱物質としての作用はないことが、第三者研究機関において実証されていると、述べている。

ビスフェノールA
ポリカーボネート
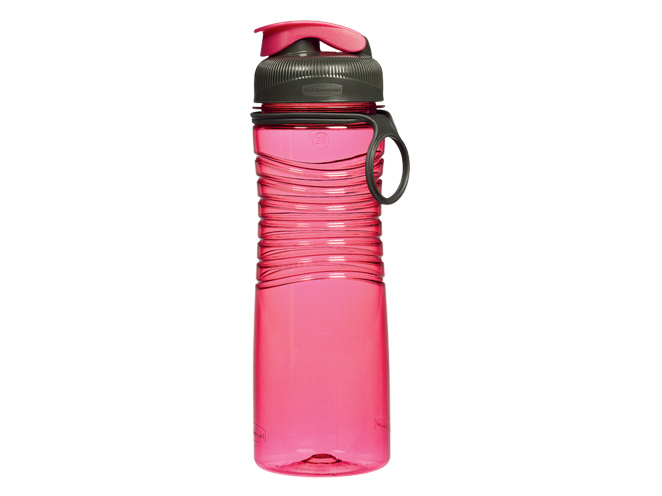
トライタン製のボトル

## 参照
- ビスフェノールAの代替としてのシクロブタンジオール（英語版）
- フタル酸エステル